# Макарије Каневски
Свети Макарије Каневски је православни светитељ из 17. века. 
Православна црква прославља светог Макарија 7. септембра.

## Биографија
Рођен је 1605. године у граду Овруча Волинска област,  у племенитој и благочестивој православној породици. Будући свети Макарије се након смрти родитеља замонашио у манастиру Овруч. Године 1630. његов је рукоположен за јерођакона, а затим за јеромонаха 1632. 
Године 1637. послат је кијевском митрополиту који га је именоваоза игумана манастира Васкрсења Каменца (код Витепска). Ова област је тада била веома узнемирена унијатима који су напали локалне православне хришћане. Манастир је 9 година више пута нападан од стране унијата и доминиканских монаха који су чак ишли толико далеко да су крали црквену имовину. Године 1671. монаси су били приморани да напусте свој манастир након новог напада унијата. Свети Макарије је тада отишао у Кијев и убрзо је изабран за архимандрита манастира Канев, где је учинио многа чуда. Тамо је исцелио слепца, поседовао дар видовитости, и две године пре смрти предвидео је уништење Манастира и своју будућу мучеништво.
Дана 4. септембра 1678. године Татари су упали у манастир. Свети Макарије, знајући шта ће му се догодити, пошао им је у сусрет са крстом у рукама. Завојевачи су тада почели да га туку и питали где је скривено манастирско злато, на шта је свети Макарије одговорио „Моје злато је на небесима а не на земљи“. Потом је насилно мучен и премлаћен, а затим је 7. септембра, после тродневне тортуре, посечен. Тада је запаљен манастир и његови поседи. Мошти светитеља, пронађене нетакнуте после покоља, сахрањене су 8. септембра под олтаром Цркве. 1688. године, 10 година после његовог мучеништва, мошти су пронађене нетрулежне и налазе се у Вазнесенској цркви у граду Перејаславу, у Полтавској губернији.